# Andrea Tafi
Andrea Tafi, född 7 maj 1966 i Fucecchio, Florens, är en italiensk tidigare tävlingscyklist som framförallt var specialiserad på gatstensklassikerna, som Paris–Roubaix.

## Karriär
Andrea Tafi blev professionell 1989 i Eurocar-Mosoca. Under sitt första år som professionell vann han etapper på Vuelta a Murcia och Luxemburg runt. Inför säsongen 1990 bytte han stall till Selle Italia, där han stannade i två år. Under säsongen 1991 vann han Giro del Lazio. Andrea Tafi valde att fortsätta sin karriär i det italienska stallet Carrera Jeans – Vagabond 1992 och 1993, men vann inga tävlingar med stallet. 
I stället valde han att gå över till Mapei-stallet, som hade startat ett år tidigare, och han fortsatte med stallet tills de tappade sin sponsor efter säsongen 2002. Under sin första säsong i Mapei vann han Grand Prix de Fourmies. 
Han fortsatte sedan genom att vinna bland annat Lombardiet runt 1996, Paris–Roubaix i den italienska mästartröjan 1999, Paris–Tours 2000. Tafi gjorde inga större resultat under säsongen 2001 men vann Flandern runt 2002, vilket blev hans sista stora seger under karriären, som han vann 21 sekunder framför bland annat Johan Museeuw, Peter van Petegem, George Hincapie och stallkamraten Daniele Nardello.
Andrea Tafi slutade trea i Paris-Roubaix 1996 efter stallkamraterna Johan Museeuw och Gianluca Bortolami. Ett år senare slutade han tvåa i loppet bakom italienaren och stallkamraten Franco Ballerini.
När byggföretaget Mapei slutade sponsra stallet blev Andrea Tafi kontrakterad av det danska stallet Team CSC under säsongen 2003. Han slutade femma i Paris–Roubaix, men hade annars ingen lyckad säsong. Året därpå tävlade han för det italienska stallet Alessio-Bianchi, men lyckades inte heller där vinna några tävlingar. Till slut flyttade han till det schweiziska stallet Saunier Duval-Prodir. Han avslutade med dem sin karriär efter Paris-Roubaix 2005.
Tafi kallades under sin karriär för "Il Gladiatore" och "Il Tafone".

## Meriter
- 1989
  - Etapp 5, Vuelta a Murcia
  - Etapp 1, Luxemburg runt
- 1991
  - Giro del Lazio
- 1994
  - Grand Prix de Fourmies
- 1996
  - Giro del Lazio
  - Paris–Bryssel
  - Lombardiet runt
  - Coppa Placci
  - 3:a, Paris–Roubaix
  - 8:a, Leeds International Classic
- 1997
  - Grand Prix de Fourmies
  - Rochester Classic
  - Coppa Sabatini
  - Etapp 3 och 8, Tour de Langkawi
  - 2:a, Amstel Gold Race
  - 2:a, Japan Cup
  - 3:a, Paris-Bryssel
  - 3:a, Världscupen
  - 7:a, Lombardiet runt
- 1998
  -  Nationsmästerskapens linjelopp
  - Etapp 1, Tour de Langkawi
  - Giro del Lazio
  - Coppa Agostoni
  - Grand Prix de la ville de Camaiore
  - 2:a, Paris–Roubaix
  - 3:a, Världscupen
  - 4:a, Züri Metzgete
  - 8:a, Världsmästerskapens linjelopp
  - 10:a Lombardiet runt
- 1999
  - Paris–Roubaix
  - Giro del Piemonte
  - Ponte a Cappiano
- 2000
  - Paris–Tours
  - 10:a, Paris–Roubaix
- 2001
  - Etapp 1, Tour de Burgos
- 2002
  - Flandern runt
- 2003
  - 5:a, Paris–Roubaix

## Stall
- Eurocar 1998–1989
- Selle Italia 1990–1991
- Carrera-Tassoni 1992–1993
- Mapei-Clas 1994
- Mapei-GB 1995–1997
- Mapei-Bricobi 1998–1999
- Mapei-Quick Step 2000–2002
- CSC-Tiscali 2003
- Alessio-Bianchi 2004
- Saunier Duval 2005